# وزارة نوري السعيد الرابعة عشر
وزارة نوري السعيد الرابعة عشر هي الحكومة العراقية الخامسة والخمسون، خلفت هذه الوزارة وزارة عبد الوهاب مرجان.
تشكلت الوزارة في 3 آذار 1958 واستمرت إلى 19 أيار 1958 حيث تشكلت بعدها وزارة أحمد مختار بابان للعراق وصار نوري السعيد رئيسا لحكومة الاتحاد العربي.

## التشكيلة الوزارية
تكونت الوزارة من الوزراء أدناه:
- رئيس الوزراء: نوري السعيد، وكذلك وزير الدفاع
- نائب رئيس الوزراء: توفيق السويدي
- وزير الداخلية: سعيد قزاز
- وزير الخارجية: محمد فاضل الجمالي
- وزير المالية: عبد الكريم الأزري
- وزير العدلية: جميل عبد الوهاب
- وزير الاقتصاد: ضياء جعفر
- وزير الزراعة: محمد مشحن الحردان
- وزير المواصلات والأشغال العامة: رشدي الجلبي
- وزير الصحة: عبد الأمير علاوي
- وزير الإعمار: صالح صائب الجبوري
- وزير المعارف: عبد الحميد كاظم
- وزير الشؤون الاجتماعية: سامي فتاح
- وزراء بلا وزارة:
  - رايح العطية
  - برهان الدين باش أعيان
  - محمود بابان (وزير دولة لشؤون مجلس الوزراء)